# Lastauroides alexanderi
Lastauroides alexanderi är en tvåvingeart som beskrevs av Carrera 1949. Lastauroides alexanderi ingår i släktet Lastauroides och familjen rovflugor. Inga underarter finns listade i Catalogue of Life.